# 锥序千斤拔
锥序千斤拔（学名：Flemingia paniculata）为豆科千斤拔属下的一个种。

## 扩展阅读
- 維基物種上的相關：锥序千斤拔